# 性治療～第三輯～
《性治療～第三輯～》（性的ヒーリング～其ノ参～）是日本音樂家椎名林檎的第七張DVD，於2003年8月20日發行。發行當週即賣出2.6萬張，總計銷售量4.6萬張，名列2003年年度銷售榜第27位。初回限定為「黑色精緻紙盒式樣」。
此張DVD共收錄六首音樂錄影帶，包括兩首取自於單曲《真夜中的純潔》與《莖(STEM)～諸侯出遊篇～》，兩首取自於DVD《賣笑高潮》和《座禪高潮》，一首取自於專輯《加爾基 精液 栗子花》，再加上新曲，總計六首及特典映像收錄。

## 簡介
本音樂錄影帶是椎名林檎個唱時期所推出的最後一件映像集，然而卻也是最豪華的一張。首先是以在福岡嘉穗劇場一夜為限的演唱會《座禪高潮》為取材藍圖的「草草幹活」，然後是以動畫呈現的音樂錄影帶「真夜中的純潔」，再來是懷孕復歸後，也是首次的排行榜一位的單曲「莖(STEM)」，還有取材自專輯《加爾基 精液 栗子花》的「迷彩」，與出道五周年紀念演唱會《賣笑高潮》所附贈的五周年紀念單曲「映日紅之花」，最後則是把取材自專輯《勝訴的新宿舞孃帶》的「浴室」，經齋藤毅的管弦樂改編而成的新作品「la salle de bain」，總計六首。
此外，椎名林檎更拍攝了兩支諧仿廣告－衛生紙和刮鬍刀、指甲油，再加上隱藏的「參觀林檎的公司」運用了林檎娃娃，再加上林檎本人的配音，看起來活潑可愛，更宣達其林檎式的幽默。
順道一提的是本音樂錄影帶收錄時間44分44秒，含稅後的價格為3333日元，隱含著椎名林檎對稱美學。

## 曲目
MV
1. 草草幹活（やっつけ仕事）
《座禪高潮》演唱會收錄之曲目片段
2. 真夜中的純潔（真夜中は純潔）
3. 莖(STEM)（茎(STEM)）
4. 迷彩
5. 映日紅之花（映日紅の花）
6. la salle de bain（la salle de bain）
為全新單曲，之後收錄至單曲《蘋果之歌》中

作詞：椎名林檎　　作曲：椎名林檎、浮雲（M5）
監督：（M1） 番場秀一（M2-M6）
諧仿廣告
1. 「衛生紙和刮鬍刀」廣告（ティッシュペーパーと剃刀のCM）
與皆川真人一起演出
2. 「指甲油」廣告（マニキュアのCM）

特別收錄
1. 參觀林檎的公司（りんごちゃんの社会科見学）
林檎娃娃帶大家進入椎名林檎的公司參觀。(林檎娃娃是椎名林檎本人配音)

## 銷售排行

### Oricon 銷售榜(日本)[1]
| 發行日期                       | 排行榜                 | 最高排名 | 第一週銷售量 | 總銷售量 | 連續上榜次數 |
| ------------------------------ | ---------------------- | -------- | ------------ | -------- | ------------ |
| 2003年8月20日 性治療～第三輯～ | Oricon DVD日銷售排行榜 | -        | -            | 46,141   | 11週         |
| 2003年8月20日 性治療～第三輯～ | Oricon DVD週銷售排行榜 | #6       | 26,516       | 46,141   | 11週         |
| 2003年8月20日 性治療～第三輯～ | Oricon DVD年銷售排行榜 | -        | 46,141       | 46,141   | 11週         |

### 其他銷售榜
| 名稱                           | 排行榜 | 首週   | 首週   | 最高   | 最高   | 連續上榜次數 |
| 名稱                           | 排行榜 | 排 行  | 銷售量 | 排 行  | 銷售量 | 連續上榜次數 |
| ------------------------------ | ------ | ------ | ------ | ------ | ------ | ------------ |
| 2003年8月20日 性治療～第三輯～ |        |        |        |        |        |              |
| Soundscan：DVD Top 20          | #4     | 19,848 | #4     | 19,848 | 3週    |              |

## 發行日期
| 國家 | 發行日期      | 發行形式    | 商品編號  | 定價      |
| ---- | ------------- | ----------- | --------- | --------- |
| 日本 | 2003年8月20日 | DVD         | TOBF-5276 | 3,333日圓 |
| 台灣 | 2003年8月27日 | DVD(進口盤) | TOBF-5276 | 609元     |
| 台灣 | 2003年9月17日 | DVD(台壓盤) | 49083998  | 439元     |

## 脚注